# Odense Slot
Odense Slot, som ligger i Kongens Have i Odense, har rødder i tilbage i 1200-tallet. Slottet har siden Reformationen været administrativt centrum for Odense, først som lensmandsbolig, dernæst som amtmandsbolig, guvernørresidens og kommunalt forvaltningscentrum.

## Kloster
I Odense nævnes Johanniterordenen første gang i år 1280. De første par år ordenen var i Odense, har den nok ikke været i besiddelse af et helt trefløjet kloster, men nok snarere et enkelt hus – et såkaldt kommende.
Overgangen til det egentlige kloster sker nok omkring år 1400. I løbet af 1400-tallet vokser klosteret derfor voldsomt, og bliver det største og mest betydningsfulde Johanniterkloster i Danmark efter hovedklosteret på Antvorskov Kloster. Syd- og østfløjens ældste dele stammer fra denne vækst i første halvdel af 1400-tallet. Flere steder i i bygningsmassen kan man se tilmurede vinduer og buegange.
Klosterkirken Skt. Hans Kirke, der har navn efter Johannes Døberen, ordenens skytshelgen, rummer stadig en imponerende samling gravsten fra indflydelsesrige adelsfamilier fra denne periode, hvor kirken i høj grad var en adelskirke. Navne fra slægter som Bjørn, Bryske, Rønnow og Gyldenstierne går igen og deres våbenskjolde kan også ses på kirkens kapeller. Mange adelige levede også deres sidste dage på klostere som såkaldt indgivne, hvor de fik den bedste pleje, perioden kunne skaffe.
Den nuværende præstegård indeholder rester efter ordenens hospital, som var en af de vigtigste velfærdsinstitutioner i middelalderens Odense.

## Fra kloster til slot
Klosteret blev efter Reformationen i 1536 kongens ejendom, og fik navnet Odensegård. De sidste munke fik lov til at blive, men skulle dele pladsen med lensmanden. Klosterets ejendomme blev lagt sammen med ejendommene under Næsbyhoved Slot, og blev herefter kaldt Odensegårds Len. Den første lensmand var Claus Daa.
I 1570'erne besluttede Frederik 2. at det gamle kloster skulle indrettes, så det bedre kunne huse den kongelige familie, når de var på gennemrejse. Ombygningen var færdig i 1575, og de kongelige værelser og repræsentationslokalerne kom til at ligge i vestfløjen. I østfløjen havde lensmanden til huse og sydfløjen rummede køkkenet. Alle tre fløje fik tilføjet en ekstra etage, så de fik den nuværende højde. Fra den store ombygning sidst i 1500-tallet og frem til 1720 stod klosteret således næsten uændret.
Lensmændene boede på deres egne godser om sommeren, og tilbragte vinteren på Odensegård. Under Svenskekrigene midt i 1600-tallet, blev Odense besat, og de svenske tropper boede bl.a. på slottet. Alt inventar blev ødelagt og brugt til optænding i ildstederne, og slottet stod gabende tomt, da svenskerne forlod byen.
I forbindelse med Enevældens indførelse i 1660, gik Danmark fra lensvæsen/feudalisme til amtsvæsen, og stiftamtmanden over Fyn fik bolig på slottet.
Kongerne brugte slottet som hvilestation på rejser mellem landsdelene. Når de ankom med følger og hof på over 100 personer, havde stiftamtmanden ansvaret for at forsørge dem. Frederik 4. rejste meget rundt i sit rige, og Odensegård levede ikke op til hans forventninger – han satte derfor arkitekten Johan Cornelius Krieger i gang med forbedre slottet. En helt ny hovedbygning vendt mod nord skulle bygges, og byggeriet stod på fra 1721 til 1723. Den nye nordfløj indeholdt en stor sal, Rosen, der blev brugt til spisning, flere gæsteværelser, samt kongens og dronningens private gemakker. Kongen var tilfreds, især med den nye slotshave, og besøgte flere gange slottet. I 1730 kom Frederik 4. syg og afkræftet til slottet, og døde samme sted den 12. oktober 1730.
Sidenhen besøgte kongerne kun slottet på gennemrejse, men det store kompleks blev også brugt af fremmede fyrster på vej til og fra København.
Under Napoleonskrigene blev slottet brugt af skiftende generaler som kommandocentral, bl.a. den franske marskal Jean-Baptiste Bernadotte, den senere Karl 14. Johan af Sverige.

## Guvernørtiden
Man manglede efter tabet af Norge i 1814 et sted, hvor man kunne beskæftige den lidt for populære kronprins, senere Christian 8.. Han blev derfor udnævnt som guvernør over Fyn og Langeland. Fra 1816-1847 var Odense Slot hovedsæde for det nye Fyns Guvernement, hvor skiftende kronprinser regerede. Deres tilstedeværelse gjorde, at Odense blev kaldt for Lille København. Prinsens kone, Caroline Amalie, var meget populær i byen, hvor hun deltog aktivt i det sociale arbejde.
H.C. Andersens mor arbejdede på slottet, og H.C. Andersen blev som barn inviteret af prinsen til slottet, hvor H.C. Andersen ifølge sin egen beskrivelse i Levnedsbogen skal have spillet nogle scener fra Ludvig Holberg og improviseret sang. H.C. Andersen legede også som lille med prins Frits, den senere Frederik 7., der selv blev guvernør over Fyn fra 1839-48.
Han var dog en anden slags guvernør end sin belæste far, men tilbragte meget tid i byen, og var heller ikke ked af sin position væk fra København. Frederik tog bolig på slottet sammen med sin anden kone, Mariane af Mecklenburg-Strelitz, og istandsatte slottet fra kælder til kvist. Da ægteskabet med Mariane efterhånden kuldsejlede, kom Louise Rasmussen, den senere Grevinde Danner på banen. Hun fik værelser i stueetagen, hvortil der var en hemmelig trappe, der hurtigt kunne føre hende til de kongelige gemakker.
Frederik blev konge d. 20. januar 1848, og forlod derefter Odense til fordel for København. En storhedstid for slottet var forbi, da Guvernementet blev nedlagt samtidig.

## Museum og embedsbolig
Mange af slottets større rum stod tomme derefter. Man foreslog derfor i 1860, at en del af underetagen kunne benyttes som museum, og der blev indrettet udstillinger. Disse måtte dog hurtigt flyttes, da slottets nederste etage under 2. Slesvigske Krig blev brugt som lazaret. Udstillingerne var dog tilbage på plads i 1865, og blev konstant udvidet. Samlingen flyttede til en ny bygning, det nuværende Fyns Kunstmuseum, i 1885.
I de følgende år rykkede forskellige forvaltninger ind på slottet. Mange havde lejligheder på slottet, og der var også et stærkt militært islæt med oprettelsen af Fyns Stifts Officers Bibliotek i 1914.
Staten solgte slottet til Odense Kommune i 1907, hvor også Kongens Have blev offentligt tilgængelig. Forskellige offentlige funktioner kunne derfor de følgende år findes på slottet, fx brandstationen og amtsrådet.
Med nedlæggelse af amterne i 2007, flyttede næsten 500 års statslig administration fra Odense. I dag bliver det nyrenoverede slot brugt af kommunens by- og kulturforvaltning.
I slottets indre gård har "Teatret Slotsgården" siden 2012 opført udendørs forestillinger.

## Ejere af Odense Slot
- 1280-1536 Johanniterordenen
- 1536-1849 Kronen
  - 1565-1566 Lensmand Peder Munk
- 1849-1907 Staten
- 1907- Odense Kommune